# كفرحتى
كفرحتّى هي إحدى القرى اللبنانية من قرى قضاء صيدا في جنوب لبنان.
- تعتبر من قرى إقليم التفاح تبعد كفرحتى عن مدينة صيدا بحوالي 12 كلم تفصلها عن المدينة كل من القرى، وهي على الشكل الاتي: اولا حارة صيدا- عين الدلب- القرية - جنسنايا - المجيدل فكفرحتى.

ارتفاعها عن سطح البحر هو:425 متر.